# Rhadamanthys

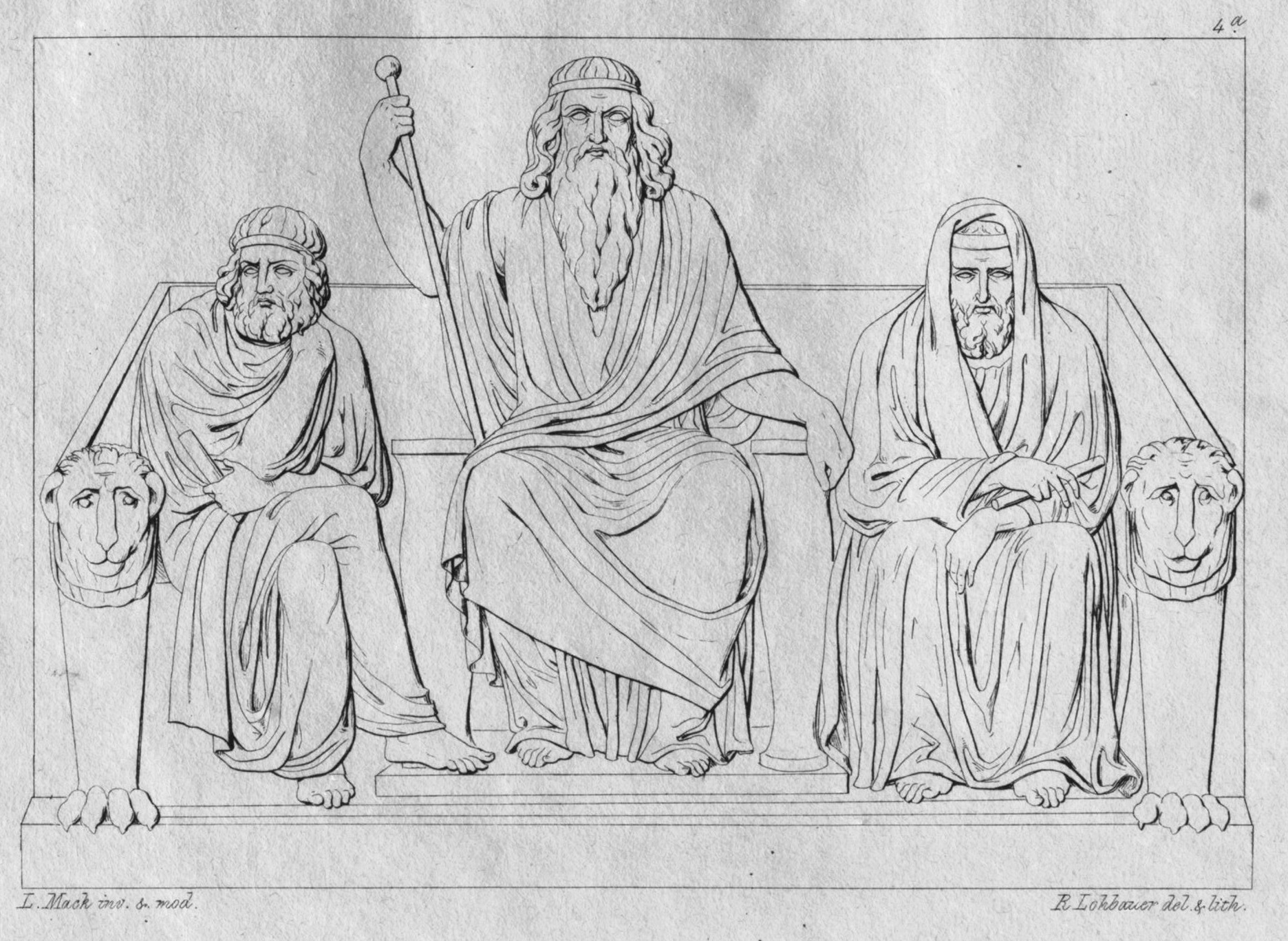
Die Totenrichter Minos, Aiakos und Rhadamanthys
(Ludwig Mack: Die Unterwelt, um 1826)

Rhadamanthys (altgriechisch Ῥαδάμανθυς Rhadámanthys), kretischer Herrscher und später Richter in der Unterwelt, ist eine Gestalt der griechischen Mythologie. Er wurde auch auf den ägäischen Inseln und in Boiotien verehrt.

## Mythen
Nach Legenden, die möglicherweise noch aus minoischer Zeit stammen, war er ein mächtiger König. Zu Lebzeiten brachte er Kreta Recht und Gesetz, und nach seinem Tod wirkte er im Tartaros als gerechter Herrscher und Richter fort. Anderen Versionen zufolge herrschte er über das Elysion. Er galt zunächst als Nachfahre (Urenkel) des Kres. Spätere Genealogien ordneten ihn neben Minos und Sarpedon als Sohn des Zeus und der Europa ein; an Stelle Sarpedons wird auch Aiakos als Bruder des Rhadamanthys und dritter Totenrichter genannt.
Aus der Einbindung der älteren Sage ergaben sich jedoch chronologische Schwierigkeiten, da Sarpedon am Trojanischen Krieg teilnahm, als Zeussohn aber zwei Generationen früher geboren wurde. So behalfen sich manche antiken Historiker damit, den Brüdern jeweils gleichnamige Nachfahren zur Seite zu stellen. Diese „nachgeborenen“ Minos, Sarpedon und Rhadamanthys sollen Söhne des Lykastos und der Ide gewesen sein.
Nach dem Tod des Amphitryon heiratete Rhadamanthys Alkmene und siedelte in Okalea. Je nach Überlieferung gelten Erythros und Gortys als seine Söhne. Rhadamanthys soll auch Herakles erzogen und das Bogenschießen gelehrt haben.
Laut Homer brachten die Phaiaken Rhadamanthys einst mit einem ihrer Schiffe von Scheria nach Euböa, wo er den Riesen Tityos traf.
Tertullian lässt im Schlusskapitel seines Werks de Spectaculis die heidnischen Philosophen und ihre Schüler überrascht vor dem Richterstuhl Christi stehen und nicht vor dem Richterstuhl des Rhadamanthys oder des Minos.

## Sonstiges
Nach Rhadamanthys wurde der Asteroid (38083) Rhadamanthus im Kuipergürtel benannt.
In Thomas Manns Roman Der Zauberberg wird Hofrat Behrens wegen seiner Entscheidungsbefugnis über die „Unterwelt“ des Sanatoriums mit diesem Spitznamen belegt.